# 小俏妞妮妮克蘭西
《小俏妞妮妮克蘭西》（英語：Fancy Nancy，於英國為Fancy Nancy Clancy）是迪士尼頻道的動畫。是根據珍妮·奧康納所創作的同名繪本改編。

## 故事概要
6歲的妮妮非常喜歡法國和一切花俏的東西。

## 角色

### 主要角色
- 妮妮（Nancy Margaret Clancy）

配音：米亞·辛克萊·詹尼（美國）；穆宣名（台灣）
- 祖兒（JoJo）

配音：斯賓塞·莫斯（美國）；薛晴（台灣）
- 布莉（Bree James）

配音：Dana Heath（美國）；徐瑀甄（台灣）